# アラブ・マシュレク国際道路ネットワーク
アラブ・マシュレク国際道路ネットワーク（アラブ・マシュレクこくさいどうろネットワーク、英: Arab Mashreq International Road Network、アラビア語: شبكة طرق المشرق العربي الدولية、東アラブ国際道路網）はマシュリクのアラブ諸国間の国際道路ネットワークである。

## 批准国
シリア、イラク、ヨルダン、パレスチナ、レバノン、クウェート、エジプト、サウジアラビア、バーレーン、カタール、アラブ首長国連邦、オマーン、イエメンの13か国で批准している。

## ルート
ルート番号で、奇数は南北方向に走る道路（主要道は下一桁が5）、偶数は東西方向に走る道路（主要道は下一桁が0）。

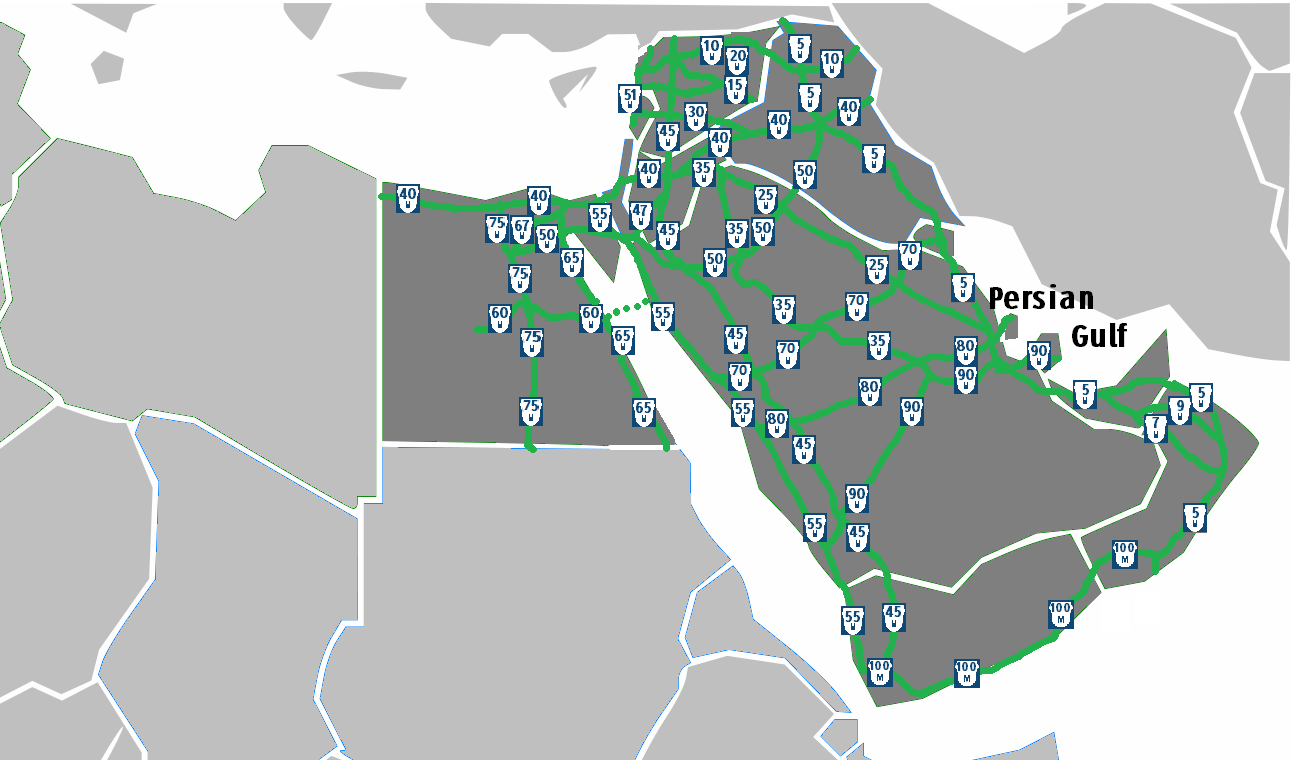
アラブ・マシュレク国際道路ネットワークの地図

| 番号 | #    | 区間 | 概要                                                                                               |
| ---- | ---- | --- | -------------------------------------------------------------------------------------------------- |
|      | M5   | ザーホー - モースル - バグダード - サマーワ - バスラ - クウェート・シティー - アブハドリヤ - ダンマーム - フフーフ - Salwa - Al Batha - グワイファート - アブダビ - ドバイ - フジャイラ - ソハール - マスカット - ニズワ - スムライト - サラーラ | E90号線と接続、イラク、アラビア半島東部                                                            |
|      | M7   | アブダビ - アル・アイン - ソハール | |
|      | M9   | アル・アイン - ニズワ | |
|      | M10  | Haji Omeran - アルビール - モースル - カーミシュリー - アレッポ - ラタキア | イラン・イラク国境 ～ 地中海（シリア西部）                                                         |
|      | M15  | アレッポ - デリゾール - アブ・カマル - アル・カーイム - ラマーディー | |
|      | M20  | カーミシュリー - ハサカ - デリゾール - ホムス - タルトゥース | |
|      | M25  | クライヤート - アラル - ハファル・アル・バーティン - アブ・ハドリーヤ（Abu Hadriyah） | |
|      | M30  | アッ・ルトバ（Ar-Rutbah） - アル・ワリード・ボーダー・クロッシング - アッ・タンフ - ダマスカス - ベイルート | |
|      | M35  | アンマン - アズラク - クライヤート - サカーカ - ハーイル - ブライダ - リヤド - アル・ハルジュ | |
|      | M40  | Munthareya(Muntheria, Manzariya) - ハーナキーン - バグダード - ラマーディー - アッ・ルトバ - アンマン - アレンビー橋 - エルサレム - アシュドッド - ガザ - ラファフ - アリーシュ - スエズ運河橋 - ポートサイド - アレクサンドリア - サッルーム    | 東でアジアハイウェイ2号線、西でトランス・アフリカ・ハイウェイ（1号線）と接続                       |
|      | M45  | バーブ・アル・ハワー - アレッポ - ホムス - ダマスカス - アンマン - マアーン - タブーク - マディーナ - メッカ - ターイフ - アブハー - サナア - タイズ                                                                                             | E98号線と接続、トルコ・シリア国境（Bab al-Hawa Border Crossing）～シリア～サウジアラビア～イエメン |
|      | M47  | マアーン - アカバ | |
|      | M50  | バグダード - アラル - サカーカ - タブーク - アカバ - エイラート - タバ - ネヘル - カイロ | |
|      | M51  | Kessab - ラタキア - タルトゥース - トリポリ (レバノン) - ベイルート - Naqoura | |
|      | M55  | アリーシュ - ネヘル - タバ - エイラート - アカバ - ドゥバー - ヤンブー - ジッダ - アッ・ダルブ - フダイダ - モカ | シナイ半島、紅海東岸（アラビア半島西部）                                                           |
|      | M60  | ドゥバー - サファーガ - ケナ - ムト（Mut） | |
|      | M65  | イスマイリア - スエズ - サファーガ - ハライブ | 紅海西岸（エジプト東部）                                                                           |
|      | M67  | スエズ運河橋 エル・カンタラ（Al Qantara） - イスマイリア - カイロ | |
|      | M70  | クウェート・シティー - ハファル・アル・バーティン - ブライダ - マディーナ - ヤンブー | |
|      | M75  | アレクサンドリア - カイロ - アシュート - ケナ - アスワン - Arqeen International Port（アルキン陸上港） | ナイル川沿い、地中海沿岸～エジプト・スーダン国境、カイロ・ケープタウン・ハイウェイ                 |
|      | M80  | マナーマ - ダンマーム - リヤド - メッカ - ジッダ | |
|      | M90  | ドーハ - アブ・サムラ - Salwa - Al Batha - ハラド - アル・ハルジュ - アッ・スライイル - アブハー - Ad-Darb | |
|      | M100 | スムライト - ガイダ - ムカッラー - アデン - タイズ - モカ | アラビア半島南部                                                                                   |